# Tanella Boni
Suzanne Tanella Boni, conocida también como Tanella Boni, (Abiyán, Costa de Marfil, 1 de enero de 1954) es una poeta, filósofa y crítica literaria marfileña.
Profesora de filosofía en la Universidad Félix Houphouët-Boigny de Abiyán, es poeta, novelista, cuentista, ensayista y crítica literaria y de arte. También escribe libros para niños.

## Biografía
Tanella Boni nació el 1 de enero de 1954 en Abiyán, Costa de Marfil. Tras completar allí sus estudios de secundaria se trasladó a Toulouse y París para realizar estudios superiores, doctorándose en la Universidad de París IV-Sorbonne. Volvió a su país en 1984, donde ejerció como profesora de Filosofía en la Universidad de Cocody de Abiyán. Desde 1991 y hasta 1997 presidió la Asociación de escritores de Costa de Marfil. En 2002 fue premiada en la II edición del premio Ahmadou Kourouma por su novela Matins de couvre-feu.

## Obra
Sus poemas y ensayos filosóficos se centran en cómo las mujeres y los hombres pueden vivir "como humanos" y mantener su dignidad frente a la violencia. En Que vivent les femmes d’Afrique ? examina el lugar de las mujeres en África, el feminismo y las estrategias de resistencia y revuelta femeninas.
Como filósofa e investigadora, su obra se ha centrado en el estudio de los derechos humanos, diversidad cultural, feminismo y estudios de género, las relaciones entre ética y política y el lugar de África en el mundo contemporáneo.
Parte de su obra poética se ha publicado a través de antologías. Además, músicos como Bernard Ascal o Gérard Pitiot han puesto música a varios de sus poemas.

## Premios y membresías
- Premio Ahmadou Kourouma, 2005
- Premio Continental a mejor autora femenina, 2009[3]
- Premio Internacional de Poesía Antonio Viccaro, 2009[3]
- Medalla de bronce del premio Théophile-Gautier de la Academia francesa, 2018[2]
- Miembro de la asociación de escritores de Costa de Marfil
- Miembro de la academia mundial de poesía desde 2001
- Miembro del consejo científico de estudios e investigaciones sobre goblalizaciones (GERM)
- Miembro del consejo científico de la revista Diogène
- Miembro del comité de redacción de la revista electrónica Mots Pluriels (1996-2003)
- Miembro del comité directivo de la FISP (Federación Internacional de Sociedades Filosóficas) en 2008

### Ensayo
- 2008 : Que vivent les femmes d'Afrique, Ediciones Panama
- 2010 : La diversité du monde, Reflexions sur l´écriture et les questions de notre temps, Ediciones L'Harmattan

### Novela
- 1990 : Une vie de crabe, Ediciones africanas de Senegal
- 1995 : Les baigneurs du Lac rose, Ediciones africanas de Senegal
- 2005 : Matins de couvre-feu,  Serpent à pumes
- 2006 : Les nègres n'iront jamais au paradis, Ediciones du Rocher

### Poesía
- 1984 : Labyrinthe, Ediciones Akpagnon
- 1993 : Grains de sable, Ediciones Le bruit des autres
- 1997 : Il n'y a pas de parole heureuse, Ediciones Le bruit des autres
- 2002 : Chaque jour l'espérance, Ediciones L'Harmattan
- 2004 : Ma peau est fenêtre d'avenir, Ediciones La Rochelle
- 2004 :  Gorée île baobab, Trois-Rivières (Quebec)

### Libros infantiles
- 1991 : De l'autre côté du soleil(cuentos para jóvenes),  EDICEF
- 1992 : La Fugue d'Ozone (cuentos para jóvenes), NEA/EDICEF
- 2001 : L'Atelier des génies (cuentos para jóvenes), Ediciones Acoria